# Red Museum (The X-Files)
«Red Museum» es el décimo episodio de la segunda temporada de la serie de televisión de ciencia ficción The X-Files. El episodio fue estrenado en la cadena Fox el 9 de diciembre de 1994. Fue escrito por Chris Carter, dirigido por Win Phelps y contó con las apariciones especiales de Mark Rolston, Paul Sand, Bob Frazer y Robert Clothier. El episodio ayuda a explorar la mitología general de la serie. «Red Museum» obtuvo una calificación Nielsen de 10,4, siendo visto por 9,9 millones de hogares en su transmisión inicial. El episodio recibió críticas mixtas a positivas de los críticos
El programa se centra en los agentes especiales del FBI Fox Mulder (David Duchovny) y Dana Scully (Gillian Anderson) que trabajan en casos relacionados con lo paranormal, llamados expedientes X. Mulder es un creyente en lo paranormal, mientras que la escéptica Scully fue asignada para desacreditar su trabajo. En el episodio, Mulder y Scully viajan a Wisconsin después de encontrar a unos adolescentes vagando por el bosque en ropa interior con las frases «He Is One» o «She Is One» («Él es uno» o «Ella es uno») grabado en sus espaldas. Sin embargo, la pareja de detectives pronto tropieza con un extraño culto religioso de walk-ins  vegetarianos.
Originalmente, el episodio estaba programado para ser un episodio cruce con el programa de CBS Picket Fences. Sin embargo, las cadenas rechazaron la idea antes de que la filmación pudiera comenzar. Una faceta del episodio, que los seguidores del Museo Rojo creen que el año 2012 traerá el amanecer de la Nueva era, se menciona más tarde en el final de la serie «The Truth», siete temporadas después.

## Argumento
Fox Mulder y Dana Scully son llamados para investigar una serie de secuestros en Delta Glen, Wisconsin, donde unos adolescentes locales son recuperados semidesnudos y drogados con la frase «Él es uno» o «Ella es uno» escrita en la espalda. Al reunirse con el sheriff Mazeroski, los agentes inicialmente sospechan de un culto cercano, la Iglesia del Museo Rojo, que fue fundada por el vegetariano Richard Odin. Mulder, Scully y Mazeroski asisten a una ceremonia del Museo Rojo, lo que hace que Mulder crea que son walk-ins, personas cuyas almas han sido tomadas por otra persona. Una de las víctimas del secuestro afirma haber sentido entrar en él un espíritu animal.
Katie, la novia del hijo de Mazeroski, Rick, es la última en ser encontrada, y se descubre que su sangre contiene una sustancia alcaloide desconocida y altos niveles de escopolamina, una sustancia controlada. Esto parece vincularla con Odin, un ex médico. Mientras tanto, los agentes se encuentran con un anciano que señala a un par de hombres que inyectan suero de crecimiento al ganado, que él cree que es la causa del problema. Esa noche, el médico local Jerrold Larson muere en un accidente aéreo. Una investigación del sitio revela órdenes de envío que se remontan a los adolescentes secuestrados. Uno de los hombres que inyectan a las vacas es asesinado por Crew Cut Man. El otro, un mirón llamado Gerd Thomas, se revela como el secuestrador después de que los agentes encuentran un suministro oculto de cintas de video en la casa de una de las víctimas. Thomas afirma que Larson había estado convirtiendo a los niños en «monstruos» con las drogas que les había estado inyectando, que afirma desconocer.
Mientras tanto, Rick es asesinado por Crew Cut Man. Habiendo pasado junto a él en el camino, Scully lo reconoce como el asesino que mató a Garganta Profunda. Sus resultados de toxicología en las víctimas muestran lo que ella cree que es la misteriosa sustancia conocida como «Control de pureza». Mulder teoriza que Larson había estado inyectando ADN extraterrestre a los niños y convence a Mazeroski de reunir a todos los niños que habían estado recibiendo tratamiento de Larson y esconderlos en la Iglesia del Museo Rojo. Mulder rastrea al Crew Cut Man hasta una planta de procesamiento de carne que está a punto de destruir. Mientras Mulder lo quiere vivo, Mazeroski lo mata como venganza por el asesinato de Rick.
Scully informa que el Crew Cut Man no tenía registros en los archivos del FBI u otras agencias. Se descubre que el material inyectado en las vacas y los niños es una sustancia desconocida. Todos los niños que fueron vacunados contrajeron una enfermedad similar a la gripe. Pero los de la Iglesia del Museo Rojo, al ser vegetarianos, no lo hicieron, lo que le hizo pensar que podrían estar siendo utilizados como grupo de control sin su conocimiento. Scully declara el caso abierto y sin resolver.

## Producción

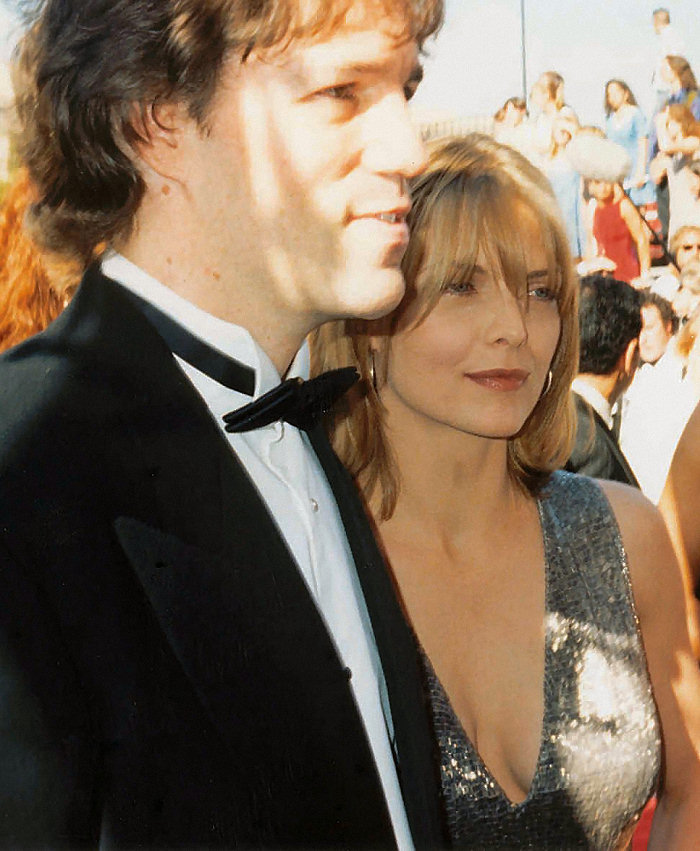
El creador de la serie Picket Fences David E. Kelley (en la izquierda), quería inicialmente que «Red Museum» fuera un episodio cruce.

El borrador original de «Red Museum» funcionó como un episodio cruce con el programa de CBS Picket Fences, un drama idiosincrásico que se desarrolló desde 1992 hasta 1996 y se desarrolló en la ciudad ficticia de Roma en Wisconsin. Esta idea surgió cuando David E. Kelley (el creador de Picket Fences) y Chris Carter (el creador de The X-Files) estaban hablando en un estacionamiento sobre lo interesante que sería que Mulder y Scully visitaran Roma.
Kelley y Carter comenzaron a planificar ideas, y acordaron que, a diferencia de los cruces tradicionales, los dos programas emitirían cada uno su propio episodio, con personajes de la otra serie. Sin embargo, CBS vetó la idea del cruce. El productor ejecutivo Robert Goodwin dijo sobre la experiencia: «Pasé días hablando por teléfono con un productor de Picket Fences. Pasamos días organizando nuestros horarios. Luego, en el último minuto, por supuesto, descubrimos que nadie le había dicho a CBS: y dijeron “Olvídalo. Ya estamos teniendo suficientes problemas los viernes por la noche sin publicitar The X-Files”. Es una lástima». El episodio de Picket Fences originalmente destinado a cruzarse con The X-Files se llamaba «Away in the Manger» y se emitió la semana siguiente a «Red Museum» . Si bien todas las referencias a Picket Fences fueron eliminadas del episodio de The X-Files, el episodio de Picket Fences contiene algunas referencias sutiles a los acontecimientos en «Red Museum», incluida una mención del Dr. Larson.
El productor y escritor Glen Morgan estaba decepcionado con la forma en que el Crew Cut Man fue asesinado en el episodio y dijo: «Mi sensación es que para traer a este tipo de regreso, su presencia debería haberse desarrollado mejor, y fue asesinado fuera de la pantalla. Pensé “Caray, este es el tipo que mató a Garganta Profunda, a quien la audiencia amaba, y está algo descartado”. El episodio parece la mitad de una cosa por un tiempo, luego la mitad de otra cosa. Creo que fue una elección curiosa para Chris [Carter]. Quería dar un giro a la izquierda real, pero preferiría haber visto un episodio sobre ese tipo que apareció y Mulder vengándose de él». Al socio escritor de Morgan, James Wong, no le gustó el episodio, diciendo: «Creo que fue uno de los episodios más confusos que he visto. Tenía algunas ideas muy interesantes, pero no creo que terminara de concretarse».
Ladner, Columbia Británica sirvió como ubicación para Delta Glen, mientras que la planta de procesamiento de carne de res fue filmada en una instalación en Cloverdale; Los empleados locales de este último incluso fueron utilizados como extras en las escenas de carnicería y limpieza. El episodio es el primero de la serie en mencionar el concepto de walk-ins, un elemento de la trama que luego se usaría cinco temporadas más tarde, cuando finalmente se reveló la verdad sobre la abducción de Samantha.

## Recepción
«Red Museum» se estrenó en la cadena Fox el 9 de diciembre de 1994. Este episodio obtuvo una calificación Nielsen de 10,4, con una participación de 18, lo que significa que aproximadamente el 10,4 por ciento de todos los hogares equipados con televisión y el 18 por ciento de los hogares que miran televisión, sintonizaron el episodio. Fue visto por 9,9 millones de hogares.
El episodio recibió críticas en su mayoría mixtas a negativas de los críticos. Entertainment Weekly le dio a «Red Museum» una B, y señaló que el episodio fue «creativo aunque complicado». El crítico Zack Handlen de The A.V. Club criticó la forma en que se escribió «Red Museum», y escribió que el episodio «intenta el ingenioso truco de combinar lo que parece ser un episodio [monstruo de la semana] con mitología; los resultados son intrigantes, pero no del todo exitosos». Concluyó que el episodio era «bueno» pero en última instancia «olvidable». John Keegan de Critical Myth dio al episodio 5/10, criticando la complejidad de la trama. Escribió que «Con bastante rapidez, The X-Files se ganó la reputación de episodios que eran tan complicados y confusos que pocas personas podían entenderlos. Este episodio se erige como uno de los ejemplos brillantes de esa tendencia, y es apropiado decir que el episodio fue escrito por Chris Carter».